# Упорненское сельское поселение (Лабинский район)
Упорненское сельское поселение — муниципальное образование в составе Лабинского района Краснодарского края России.
В рамках административно-территориального устройства Краснодарского края ему соответствует Упорненский сельский округ.
Административный центр и единственный населённый пункт — станица Упорная.

## Население
| 2010  | 2012  | 2013  | 2014  | 2015  | 2016  | 2017  |
| ----- | ----- | ----- | ----- | ----- | ----- | ----- |
| 3172  | →3172 | ↘3143 | ↘3103 | ↘3091 | ↘3057 | ↗3074 |
| 2018  | 2019  | 2020  | 2021  | 2023  |       |       |
| ↘3036 | ↘3002 | ↘2989 | ↘2905 | ↘2836 |       |       |